# Macchia lucchese
Macchia lucchese este o arie protejată (arie specială de conservare — SAC, sit de importanță comunitară — SCI, arie de protecție specială avifaunistică — SPA) din Italia întinsă pe o suprafață de 406 ha, integral pe uscat.

## Localizare
Centrul sitului Macchia lucchese este situat la coordonatele 43°50′18″N 10°15′27″E / 43.838333°N 10.2575°E.

## Înființare
Situl Macchia lucchese a fost declarat sit de importanță comunitară în iunie 1995 pentru a proteja 11 specii de animale. Alte tipuri de protecție:
- arie de protecție specială avifaunistică (în decembrie 1998)[2]
- arie specială de conservare (în mai 2016)[1][3][4]

## Biodiversitate
Situată în ecoregiunea mediteraneană, aria protejată conține 11 habitate naturale: Lacuri eutrofice naturale cu vegetație de tip Magnopotamion sau Hydrocharition, Păduri aluvionare cu Alnus glutinosa și Fraxinus excelsior (Alno-Padion, Alnion incanae, Salicion albae), Pajiști umede mediteraneene cu ierburi înalte de Molinio-Holoschoenion, Dune cu vegetație ierboasă Brachypodietalia cu specii anuale, Dune împădurite cu Pinus pinea și/sau Pinus pinaster, Păduri de Quercus ilex și Quercus rotundifolia, Dune de coastă cu Juniperus spp., Dune cu tufărișuri sclerofile Cisto-Lavenduletalia, Mlaștini calcaroase cu Cladium mariscus și specii de Caricion davallianae, Păduri mixte riverane de Quercus robur, Ulmus laevis și Ulmus minor, Fraxinus excelsior sau Fraxinus angustifolia, de-a lungul marilor râuri (Ulmenion minoris), Dune cu vegetație ierboasă Malcolmietalia.
La baza desemnării sitului se află mai multe specii protejate:
- păsări (8): pescăruș albastru (Alcedo atthis), caprimulg (Caprimulgus europaeus), erete de stuf (Circus aeruginosus), Dryobates minor, sfrâncioc roșiatic (Lanius collurio), gaia neagră (Milvus migrans), ciuf-pitic (Otus scops), viespar (Pernis apivorus)
- amfibieni (1): Triturus carnifex
- nevertebrate (2): croitorul mare al stejarului (Cerambyx cerdo), rădașcă (Lucanus cervus)

Pe lângă speciile protejate, pe teritoriul sitului au mai fost identificate 1 specie de plante, 1 specie de păsări, 2 specii de amfibieni, 1 specie de nevertebrate, 4 specii de reptile.